# International Journal of Theoretical Physics
International Journal of Theoretical Physics (abrégé en Int. J. Theor. Phys.) est une revue scientifique à comité de lecture qui publie des articles concernant la physique théorique. Elle est publiée par Springer Verlag depuis 1968.
D'après le Journal Citation Reports, le facteur d'impact de ce journal était de 0,688 en 2009. Actuellement, la direction éditoriale est assurée par Heinrich Saller (Institut Max-Planck de physique, Allemagne).